# Saint-Benoît (Vienne)
Saint-Benoît – miejscowość i gmina we Francji, w regionie Nowa Akwitania, w departamencie Vienne.
Według danych na rok 1990 gminę zamieszkiwały 5 843 osoby, a gęstość zaludnienia wynosiła 430 osób/km² (wśród 1467 gmin regionu Poitou-Charentes, Saint-Benoît plasuje się na 28. miejscu pod względem liczby ludności, natomiast pod względem powierzchni na miejscu 649.).